# Поканевич Валерій Володимирович
Поканевич Валерій Володимирович (1950—2012) — засновник приватного вищого навчального закладу Київський медичний університет, кандидат медичних наук (1985), доцент, заслужений лікар України.

## Життєпис
Валерій Володимирович Поканевич народився 5 травня 1950 року в селі Яблунівка Житомирської області в Україні.
В 1973 році закінчив Чернівецький державний медичний інститут за спеціальністю «Лікувальна справа». В 1985 році захистив кандидатську дисертацію.
Після закінчення інтернатури з хірургії в 1974—1976 рр. був призначений лікарем-хірургом Олевської центральної районної лікарні Житомирської області. З 1979 працював хірургом-ординатором Житомирської міської лікарні № 1, заступником головного лікаря з лікувальної роботи, головним лікарем.
Упродовж 1990—1991 років — директор Науково-практичного центру народної та нетрадиційної медицини м. Житомира, а з 1991 року — Генеральний директор Української асоціації народної медицини (УАНМ). Був головним позаштатним спеціалістом МОЗ України зі спеціальності «Народна і нетрадиційна медицина». Лікар вищих кваліфікаційних категорій з хірургії та організації охорони здоров'я.
У 1992 році В. В. Поканевич заснував Київський медичний інститут УАНМ (зараз Київський медичний університет УАНМ) — перший приватний навчальний заклад медичного профілю в незалежній Україні.
В. В. Поканевич стояв у витоків розбудови народної і нетрадиційної медицини України. За його ініціативи та участі у 1998 році було започатковано лікарську спеціальність «Лікар з народної та нетрадиційної медицини», внесену до переліку лікарських посад у закладах охорони здоров'я.
З 2003 року — Президент Київського медичного університету УАНМ, з 2004 року одночасно — доцент кафедри соціальної медицини. Результати наукових розробок В. В. Поканевича були основою формування нормативно-правової бази у галузі народної і нетрадиційної медицини в Україні, що в подальшому знайшло відображення у державних заходах, спрямованих на її подальший розвиток та інтеграцію в систему медичного забезпечення населення.
У 2019 році ПВНЗ «Київський медичний університет» визнаний кращим серед приватних навчальних закладів України.

## Публікації
В. В. Поканевич — автор понад 200 наукових праць, у тому числі монографії, низки навчальних посібників та методичних рекомендацій

## Відзнаки
Нагороджений Державним орденом України «За заслуги» III ступеня; Почесним знаком «Відмінник охорони здоров'я СРСР»; знаком Київського міського голови «Знак Пошани»; знаком «Відмінник освіти України» та багатьма іншими відзнаками.